# Агин (село)
Вижте пояснителната страница за други значения на Агин.
Агин (на арменски: Աղին) е село и община в Армения, област Ширак. Според Националната статистическа служба на Армения през 2012 г. общината има 605 жители.

## Демография
Броят на населението в годините 1897–2004 е както следва: